# 쑤이현 (쑤이저우시)

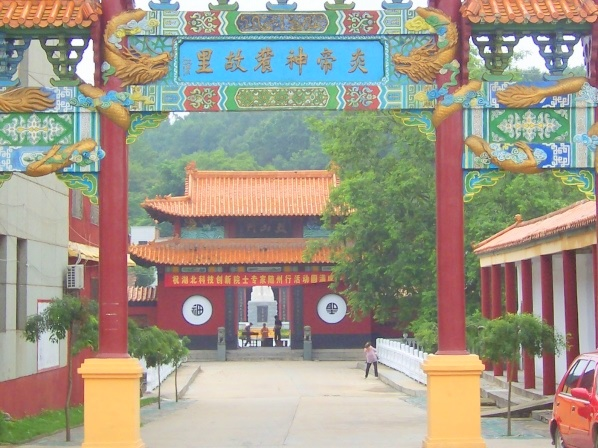

쑤이현(한국어: 수현, 중국어: 随县, 병음: Suí Xiàn)은 중화인민공화국 후베이성 쑤이저우 시의 현급 행정구역이다. 2009년 5월에 정두 구의 일부가 쑤이 현으로 분리되었다.

## 행정 구역
19개 진을 관할한다.
- 진: 高城镇 , 殷店镇 , 草店镇 , 小林镇 , 淮河镇 , 万和镇 , 尚市镇 , 厉山镇 , 唐县镇 , 吴山镇 , 安居镇 , 新街镇 , 澴潭镇 , 洪山镇 , 长岗镇 , 三里岗镇 , 柳林镇 , 均川镇 , 万福镇